# المحقق كونان: السفينة الضائعة في السماء
فيلم السفينة الضائعة في السماء (بالإنجليزية:The Lost Ship in the Sky) (باليابانية:名探偵コナン 天空の難破船) هو الفيلم الرابع عشر من أفلام الأنيمي المحقق كونان عرض في 17 أبريل 2010 ويتحدث عن اختطاف منطاد في السماء من مجموعة إرهابية.

## القصة
قصة الفيلم تدور حول جوهرة تدعى سيدة السماء، التي يحاول كايتو كيد سرقتها. هذه الجوهرة وضعها جيروكيشي عم سونوكو في أكبر منطاد في العالم متحديًا كيد بسرقتها. في نفس المنطاد يتواجد كل من،كونان إيدوجاوا، ران موري، كوغورو موري والبقية والذين يحضرون هناك بدعوة من سونوكو صديقة ران.
ولكن فجأة يختطف المنطاد من قبل جماعة إرهابية تدعى شامو-نيكو الحمراء التي سرقت أحد الأمراض البيولوجية ولا أحد يعرف أهدافها. فيشتد الصراع وتلتهب الأحداث وفي نهاية الأمر يكتشف سينشي كودو أن زعيم تلك العصابة على هذا المنطاد، ولقد كان متنكرا على شكل أحد المصابين بهذا المرض. وفي النهاية يتمكن من التغلب علية بمساعدة كايتو كيد.

## روابط خارجية
- المحقق كونان: السفينة الضائعة في السماء على موقع IMDb (الإنجليزية)
- المحقق كونان: السفينة الضائعة في السماء على موقع فيلمافينيتي (الإسبانية)
- المحقق كونان: السفينة الضائعة في السماء على موقع قاعدة بيانات الفيلم (الإنجليزية)
- المحقق كونان: السفينة الضائعة في السماء على موقع ليتربوكسد (الإنجليزية)
- المحقق كونان: السفينة الضائعة في السماء على موقع كينوبويسك (الروسية)
- المحقق كونان: السفينة الضائعة في السماء على موقع ANN anime (الإنجليزية)